# Хастл
Гастл — парний танець, в основі якого імпровізація та «ведення». Це узагальнювальна назва для танців під музику в стилі диско (спортивний гастл/диско-фокс/диско-свінг; гастл фрістайл; гастл джек-н-джилл; шоу-гастл; дабл-гастл; леді-гастл).
Виник на основі танцю мамбо, став популярним у латиноамериканських спільнотах Нью-Йорка та Флориди в 1970-х.
|  | Це незавершена стаття про танець. Ви можете допомогти проєкту, виправивши або дописавши її. |